# Gunte
Gunte so naselje v Občini Krško.